# Фільмографія Жана Маре
Фільмографія французького актора Жана Маре:
| Рік  |     | Українська назва                  | Оригінальна назва                   | Роль                                                              |
| ---- | --- | --------------------------------- | ----------------------------------- | ----------------------------------------------------------------- |
| 1933 | ф   | На вулицях                        | Dans les rues                       | епізод                                                            |
| 1933 | ф   | Яструб                            | L'Épervier                          | епізод                                                            |
| 1933 | ф   | Етьєна                            | Étienne                             | епізод                                                            |
| 1934 | ф   | Авантюрист                        | L’Aventurier                        | молодий робітник                                                  |
| 1934 | ф   | Скандал                           | Le Scandale                         | Оператор ліфта                                                    |
| 1934 | ф   | Щастя                             | Le Bonheur                          | журналіст                                                         |
| 1936 | ф   | Нові люди                         | Les Hommes nouveaux                 | секретар                                                          |
| 1937 | ф   | Ночі вогню                        | Nuits de feu                        |                                                                   |
| 1937 | ф   | Зловживання довірою               | Abus de confiance                   |                                                                   |
| 1938 | ф   | Пройдемося по Єлисейських Полях   | Remontons les Champs-Élysées        | абат-наставник                                                    |
| 1937 | ф   | Смішненька драма                  | Drôle de drame                      |                                                                   |
| 1937 | ф   | Патріот                           | Le patriote                         |                                                                   |
| 1941 | ф   | Павільйон у вогні                 | Le pavillon brûle                   | Даніель                                                           |
| 1942 | ф   | Кармен                            | Carmen                              | Дон Хозе, ватажок драгунів                                        |
| 1942 | ф   | Ліжко під балдахіном              | Le Lit à colonnes                   | композитор Ремі Бонван                                            |
| 1943 | ф   | Вічне повернення                  | L'Éternel Retour                    | Патріс                                                            |
| 1943 | ф   | Мандрівка без надії               | Voyage sans espoir                  | Ален Жінестьє                                                     |
| 1946 | ф   | Красуня і чудовисько              | La Belle et la Bête                 | Авенан, принц і чудовисько                                        |
| 1946 | ф   | Шуани                             | Les Chouans                         | Маркіз Монтеранський                                              |
| 1947 | ф   | Двоглавий орел                    | L'Aigle à deux têtes                | Станіслас                                                         |
| 1948 | ф   | Рюї Блаз                          | Ruy Blas                            | Рюї Блаз і дон Сезар де Базан                                     |
| 1948 | ф   | За очі пам'яті                    | Aux yeux du souvenir                | Жак Форестьер, пилот                                              |
| 1948 | ф   | Таємниця Маєрлінга                | Le Secret de Mayerling              | ерцгерцог Рудольф                                                 |
| 1948 | ф   | Жахливі батьки                    | Les Parents terribles               | Мішель, коханий Маделіни                                          |
| 1948 | ф   | Ті, з Чаду                        | Ceux du Tchad або Leclerc           | молодий лейтенант                                                 |
| 1949 | ф   | Орфей                             | Orphée                              | Орфей                                                             |
| 1949 | ф   | Зірки про свободу                 | Vedettes en liberté                 | в ролі самого себе                                                |
| 1950 | ф   | Коріолан                          | Coriolan                            |                                                                   |
| 1950 | ф   | Скляний замок                     | Le Château de verre                 | Рене Марсо, коханець Евеліни                                      |
| 1950 | ф   | Дива трапляються лише раз         | Les Miracles n’ont lieu qu’une fois | Жером                                                             |
| 1951 | ф   | Шкіряний ніс                      | Nez de cuir                         | Роже                                                              |
| 1951 | ф   | Кохання, мадам                    | L’Amour                             | камео                                                             |
| 1951 | ф   | Зустріч у Каннах                  | Le rendez-vous de Cannes            | камео                                                             |
| 1952 | ф   | Будинок мовчання                  | La Maison du silence                |                                                                   |
| 1952 | ф   | Виклик долі                       | L’Appel du destin                   | Лоренцо Ломбарді, батько Роберто                                  |
| 1953 | ф   | Спальня старшокласниць            | Dortoir des grandes                 | інспектор Дезіре Марко                                            |
| 1953 | ф   | Жульєтта                          | Julietta                            | Андре Ландрекур, адвокат                                          |
| 1953 | ф   | Опівнічні коханці                 | Les Amants de minuit                | шахрай Марсель Дюлак                                              |
| 1953 | ф   | Зорі при сонці                    | Etoiles au soleil                   | Камео                                                             |
| 1953 | ф   | Бум в Парижі                      | Boum sur Paris                      | Камео                                                             |
| 1954 | ф   | Граф Монте-Крісто                 | Le comte de Monte Cristo            | Едмон Дантес                                                      |
| 1954 | ф   | Цілитель                          | Le Guérisseur                       | Пьер Лашо-Лоран, врач                                             |
| 1954 | ф   | Таємниці Версаля                  | Si Versailles m'était conté         | король Людовік XV                                                 |
| 1955 | ф   | Майбутні зірки                    | Futures vedettes                    | Ерік Вальтер, тенор та професор                                   |
| 1955 | ф   | Губіят, моя любов                 | Goubbiath mon amour                 | Губіят, п'яниця                                                   |
| 1955 | ф   | Наполеон                          | Napoléon                            | граф Монтолон                                                     |
| 1955 | ф   | Усі міста звинувачують            | Toute la ville accuse               | Франсуа Нерак, письменник                                         |
| 1956 | ф   | Єлена і чоловіки                  | Elena et les hommes                 | генерал Франсуа Роллан                                            |
| 1956 | ф   | Якби нам розповіли про Париж      | Si Paris nous était conté           | король Франциск I                                                 |
| 1957 | ф   | Кишенькове кохання                | Un Amour de poche                   | професор Жером Нордман                                            |
| 1957 | ф   | Обережно, тур!                    | La Tour, prends garde!              | Анри ля Тур                                                       |
| 1957 | ф   | Життя удвох                       | La Vie à deux                       | Тедді Брукс, фокусник                                             |
| 1957 | ф   | Білі ночі                         | Nuits blanches (Le Notti bianche)   | Тенан                                                             |
| 1957 | ф   | СОС Норона                        | SOS Noronha                         | Фредерік Кулібо                                                   |
| 1957 | ф   | Тайфун над Нагасакі               | Typhon sur Nagasaki                 | П'єр Марсак, інженер                                              |
| 1958 | ф   | У кожного дня своя таємниця       | Chaque jour a son secret            | Ксав'єр Лецано, етнолог                                           |
| 1959 | ф   | Заповіт Орфея                     | Le testament d’Orphée               | Едіп                                                              |
| 1959 | ф   | Горбань                           | Le Bossu                            | шевальє Анрі де Лагардер: горбань                                 |
| 1960 | ф   | Аустерліц                         | Austerlitz                          | Лазар Карно                                                       |
| 1960 | ф   | Капітан                           | Le Capitan                          | Франсуа де Капестан: капітан                                      |
| 1961 | ф   | Принцеса Клевська                 | La Princesse de Clèves              | принц Клевський                                                   |
| 1961 | ф   | Капітан Фракасс                   | Le Capitaine Fracasse               | барон Сігоньяк: капитан Фракасс                                   |
| 1961 | ф   | Диво вовків                       | Le Miracle des loups                | Робер де Невілль                                                  |
| 1961 | ф   | Викрадення сабінянок              | L’Enlèvement des Sabines            | бог Марс                                                          |
| 1961 | ф   | Наполеон II. Орля                 | Napoléon II l’Aiglon                | Монтолон                                                          |
| 1961 | ф   | Понтій Пілат                      | Ponce Pilate                        | Понтій Пілат                                                      |
| 1962 | ф   | Залізна маска                     | Le Masque de fer                    | Шарль д'Артаньян                                                  |
| 1962 | ф   | Паризькі таємниці                 | Les Mystères de Paris               | Рудольф де Сомбрей                                                |
| 1963 | ф   | Шановний Станіслас, таємний агент | L’honorable Stanislas               | Станіслас Дюбуа                                                   |
| 1963 | ф   | Шукайте ідола                     | Cherchez l’idole                    | в ролі самого себе, глядача Олімпії                               |
| 1964 | ф   | Фантомас                          | Fantômas                            | Фантомас, журналіст Фандор, Лорд Шелтон та підсадний тюремник     |
| 1964 | ф   | Патат                             | Patate                              | Noël Carradine                                                    |
| 1964 | ф   | Тома самозванець                  | Thomas l’imposteur                  | коментатор                                                        |
| 1965 | ф   | Фантомас розлютився               | Fantômas se déchaîne                | Фантомас, журналіст Фандор, професор Лефевр та маркіз де Растеллі |
| 1965 | ф   | Джентльмен із Кокоді              | Le gentleman de Cocody              | Жан-Люк Ерве                                                      |
| 1965 | ф   | Уся правда про Станісласа         | Pleins feux sur Stanislas           | Станіслас Дюбуа, секретний агент                                  |
| 1965 | ф   | Пекельний потяг                   | Train d’enfer                       | Антуан Фабр                                                       |
| 1966 | ф   | Семеро парубків і дівчина         | 7 hommes et une garce               | Доржеваль                                                         |
| 1966 | ф   | Фантомас проти Скотланд-Ярда      | Fantômas contre Scotland Yard       | Фантомас, журналіст Фандор, Волтер Браун та гангстер Джузеппе     |
| 1966 | ф   | Святий виходить на слід           | Le Saint prend l’Affut              | Святий (авантюрист) комедийный боевик                             |
| 1968 | ф   | Парія                             | Le Paria («Jaque Mate»)             | Маню                                                              |
| 1969 | ф   | Провокація                        | La Provocation                      | Крістіан, професор археології                                     |
| 1969 | ф   | Злочинна іграшка                  | Le Jouet criminel                   |                                                                   |
| 1970 | ф   | Віслюча шкіра                     | Peau d’Âne                          | перший король                                                     |
| 1973 | с   | Жозеф Бальзамо                    | Joseph Balsamo (серіал)             | Жозеф Бальзамо                                                    |
| 1975 | док | Жан Маре — ремісник мрії          | Jean Marais artisan du rêve         |                                                                   |
| 1976 | док | Заспіваймо під окупацією          | Chantons sous l’Occupation          |                                                                   |
| 1981 | док | Шіріко роботи Кокто               | Chirico par Cocteau                 | Une participation                                                 |
| 1982 | док | Тінь та таємниця                  | Ombre et secret                     |                                                                   |
| 1985 | ф   | Паркинг                           | Parking                             | Аїд, повелитель пекла                                             |
| 1985 | ф   | Родинні зв'язки                   | Lien de parenté                     | Віктор Блез, старий селянин                                       |
| 1991 | ф   | Діти потерпілих в кораблетрощі    | Les Enfants du naufrageur           | Марк-Антуан, старий-відлюдник на острові                          |
| 1994 | ф   | Знедолені                         | Les Misérables                      | єпископ Мірієль                                                   |
| 1995 | ф   | Вислизаюча краса                  | Beauté volée                        | Гійом                                                             |
| 1995 | ф   | Projection au Majestic            | Projection au Majestic              |                                                                   |
| 1997 | док | Міліс, фільм-нуар                 | Milice                              |                                                                   |
| 1999 | док | Лукіно Вісконті                   | Luchino Visconti                    | його кінопроби                                                    |